# Maurens (Gers)
Maurens település Franciaországban, Gers megyében. Lakosainak száma 302 fő (2022. január 1.). Maurens Frégouville, Gimont, Giscaro, Lahas és Montiron községekkel határos.

## Népesség
A település népességének változása:
| Lakosok száma | 212  | 200  | 177  | 288  | 302  | 310  | 311  | 309  | 308  | 302  |
|               | 1968 | 1982 | 1990 | 2006 | 2013 | 2015 | 2017 | 2019 | 2020 | 2022 |